# Иван Чонтев
Иван А. Чонтев е български революционер, деец на Вътрешната македоно-одринска революционна организация.

## Биография
Иван Чонтев е роден през 1882 година във Велес, тогава в Османската империя. Завършва Скопското българско педагогическо училище и преподава в Тетово, вероятно вече като член на ВМОРО.
В 1900-1901 година е учител в Дедеагач. През 1901 година става учител в Лозенград и същевременно се занимава с революционна дейност. До 1902 година е секретар на Лозенградския околийски революционен комитет, а от есента на 1902 година до 1903 година е секретар на Околийския революционен комитет в Дедеагач, където също преподава.
През Илинденско-Преображенското въстание е четник при Христо Чернопеев. След потушаването на въстанието в лятото на 1904 година Иван Чонтев е заловен от турците и лежи в затвора в Струмица.
През Балканската и Междусъюзническата войни е доброволец в четата на Яне Сандански, а по-късно в Кукушката чета и в 13-а кукушка дружина на Македоно-одринското опълчение.
След Първата световна война Иван Чонтев е адвокат в Мелник, а по-късно се преселва в Свети Врач.
По време на освобождението на Вардарска Македония през Втората световна война е кмет на Еникьой от 26 ноември 1942 година до 9 септември 1944 година.